# Acinopterus productus
Acinopterus productus är en insektsart som beskrevs av Lawson 1922. Acinopterus productus ingår i släktet Acinopterus och familjen dvärgstritar. Inga underarter finns listade i Catalogue of Life.